# Barichneumon sambonis
Barichneumon sambonis är en stekelart som först beskrevs av Tohru Uchida 1926.  Barichneumon sambonis ingår i släktet Barichneumon och familjen brokparasitsteklar. Inga underarter finns listade.